# Gomeros
Gomeros waren die ersten Einwohner der Insel La Gomera. Archäologische Funde zeigen, dass Phönizier zu Beginn des ersten Jahrtausends v. Chr. die Kanarischen Inseln besuchten. Die Funde lassen vermuten, dass erste Siedlungen in der Mitte des 1. Jahrtausends v. Chr. gegründet wurden, und man nimmt an, dass um die Zeitenwende enge Beziehungen zwischen dem Mittelmeerraum und der Insel La Gomera bestanden. Diese Beziehungen brachen im 3. bis 4. Jahrhundert n. Chr. vollständig ab. Bis in das Spätmittelalter gab es keine Verbindungen zwischen den einzelnen Inseln des kanarischen Archipels und zum Festland. In den mehr als 1000 Jahren der Abgeschiedenheit entwickelten die Gomeros eine eigene Kultur. Nach der Eroberung der Insel La Gomera im Auftrag der Krone von Kastilien im 15. Jahrhundert wurden die Gomeros als eigenständige Ethnie ausgelöscht.

## Herkunft
Archäologische Funde zeigen, dass auf den Kanarischen Inseln zu Beginn des ersten Jahrtausends v. Chr. Siedlungen bestanden.
Spätestens ab dem 3. Jahrhundert v. Chr. wurden systematisch Siedlungen angelegt. Die seit Anfang der 1980er Jahre entwickelte „hipótesis mediterránea“ („mittelmeerische Hypothese“) geht davon aus, dass Siedlergruppen aus dem „Círculo del Estrecho“ auf die Inseln gebracht wurden. Als „Círculo del Estrecho“ wird die ausgedehnte geopolitische Zone bezeichnet, die sich über den äußersten Süden der Iberischen Halbinsel und den westlichen Teil der nordafrikanischen Küste am Übergang des Atlantischen Ozeans zum Mittelmeer erstreckt. Die Besiedlung war keine einmalige Aktion, sondern ein kontinuierlicher Vorgang, der sich am Ende auf alle Inseln erstreckte. Die Herkunft der Siedler war vermutlich nicht einheitlich. Dafür sprechen die bei ethnologischen und genetischen Vergleichen von archäologischen Funden festgestellten Unterschiede in der Zusammensetzung der Bevölkerung.
Ethnologische, genetische und linguistische Forschungen bestätigen, dass die Gomeros mit den pre- und protohistorischen Berbern aus den Bergen Nordwestafrikas verwandt waren.
Der Bericht von der Besiedlung Gomeras durch Personen mit abgeschnittenen Zungen
In beiden Fassungen der Chronik Le Canarien wird im Kapitel 67 über Aussagen der Gomeros in Bezug auf ihre Herkunft berichtet. Es heißt da, dass die Insel La Gomera bewohnt sei von vielen Leuten, die die erstaunlichste Sprache von allen Ländern dieser Gegend sprechen. Sie sprächen nur mit den Lippen, als ob sie keine Zunge hätten. Diese Art des Sprechens wurde darauf zurückgeführt, dass ein großer Fürst angeordnet habe, ihre Vorfahren auf die Insel zu bringen und ihnen die Zungen abzuschneiden. Diese Geschichte wurde von dem Franziskaner Fray Juan de Abréu Galindo aufgegriffen, der sich auf ein heute verschwundenes Dokument aus dem 14. Jahrhundert bezieht. Die Geschichte von den abgeschnittenen Zungen erlaubte eine schlüssige Erklärung für die Herkunft des Kommunikationssystems Silbo, wenngleich bei der heutigen Art der Erzeugung der Pfiffe auch die Zunge zur Tonerzeugung benutzt wird.
Im Jahr 1977 veröffentlichte Juan Álvarez Delgado eine kritische Stellungnahme zu den Texten und kam zu dem Schluss, dass die Autoren des Le Canarien ihre Informationen nicht von auf Gomera lebenden Personen erhalten haben können, sondern es sich um eine „gelehrte Erfindung“ (invención erudita) handele. Ein großer Teil der Historiker geht heute davon aus, dass die Autoren der Chronik Le Canarien eine Geschichte, die sie aus der Literatur kannten, eingebaut haben. Es gibt darüber hinaus keinen Hinweis darauf, dass es sich bei der Besiedlung der Insel La Gomera um eine Strafmaßnahme gehandelt haben könnte.

## Aussehen

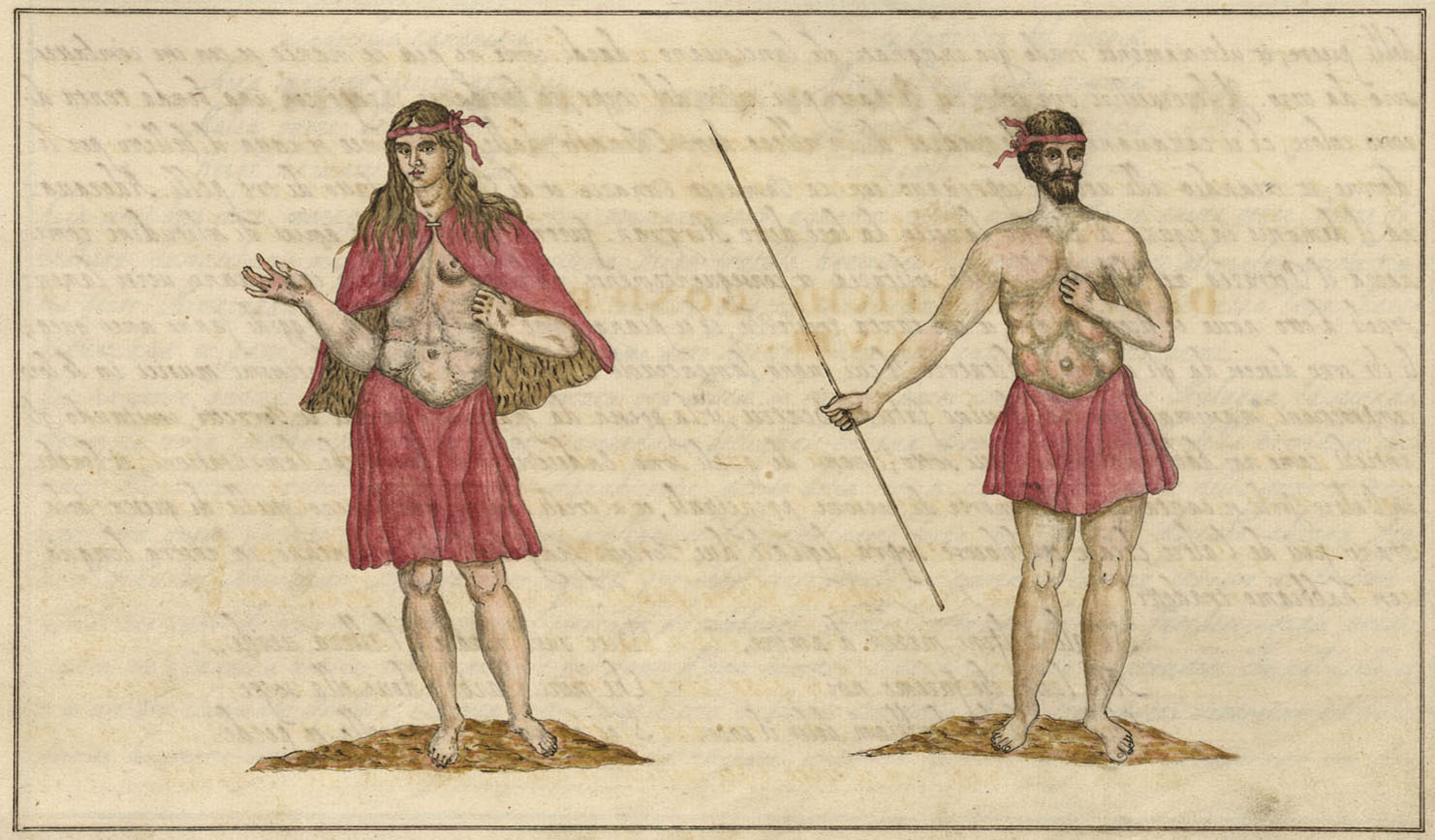
Gomeros, dargestellt Ende des 16. Jahrhunderts durch Leonardo Torriani

Das Aussehen der Gomeros wird in den verschiedenen historischen Berichten jeweils sehr unterschiedlich beschrieben. Gesicherte archäologische Funde deuten darauf hin, dass die Frauen mit etwa 160 cm und die Männer mit etwa 170 cm Körpergröße etwas größer waren als die Eroberer aus Europa. Die Feststellung, dass die Bewohner im Gebiet des Valle Gran Rey größer waren als die von Vallehermoso, gilt heute als überholt.  Die Körper waren sonnengebräunt. Die Haare waren meist dunkel, selten aber auch blond.
Die Bekleidung der Gomeros wird in historischen Berichten, die allerdings mehr als 100 Jahre nach der Eroberung durch die Europäer erstellt wurden, genau beschrieben. Diese Beschreibungen widersprechen älteren Quellen und archäologischen Funden, die besagen, dass die Gomeros nahezu nackt umherliefen und nur als Schutz gegen die Sonne oder die Kälte Umhänge aus Fell trugen.

## Sprache
Zur Zeit der ersten Besiedlung der Kanarischen Inseln hatten vermutlich alle Altkanarier eine gemeinsame Sprache. Da die Bewohner der Inseln mehr als 1000 Jahre keinen Kontakt zueinander hatten, entwickelten sich die Sprachen getrennt weiter. Bei der Wiederentdeckung der Inseln durch europäische Seefahrer im 14. Jahrhundert waren die Sprachen so unterschiedlich, dass die Gomeros z. B. die Sprache der Canarios nicht verstanden. Die Sprache der Gomeros wird heute zusammen mit den Sprachen der Ureinwohner der anderen Kanarischen Inseln unter dem Begriff Guanche erforscht. Bei dem, was von der Sprache in Ortsnamen oder Namen von Pflanzen überliefert ist, stellte man eine Ähnlichkeit mit der Sprache der Berbervölker Nordafrikas fest.
Die Gomeros benutzten ein besonderes Kommunikationssystem, das heute Silbo genannt wird, um Informationen über mehrere Kilometer zu übertragen. Dabei werden die Laute der Sprache als Pfiffe wiedergegeben. Dieses Kommunikationssystem wird noch heute verwendet. Allerdings ist die Ausgangssprache seit dem 16. Jahrhundert Spanisch und nicht die Sprache der Ureinwohner.

## Gesellschaft

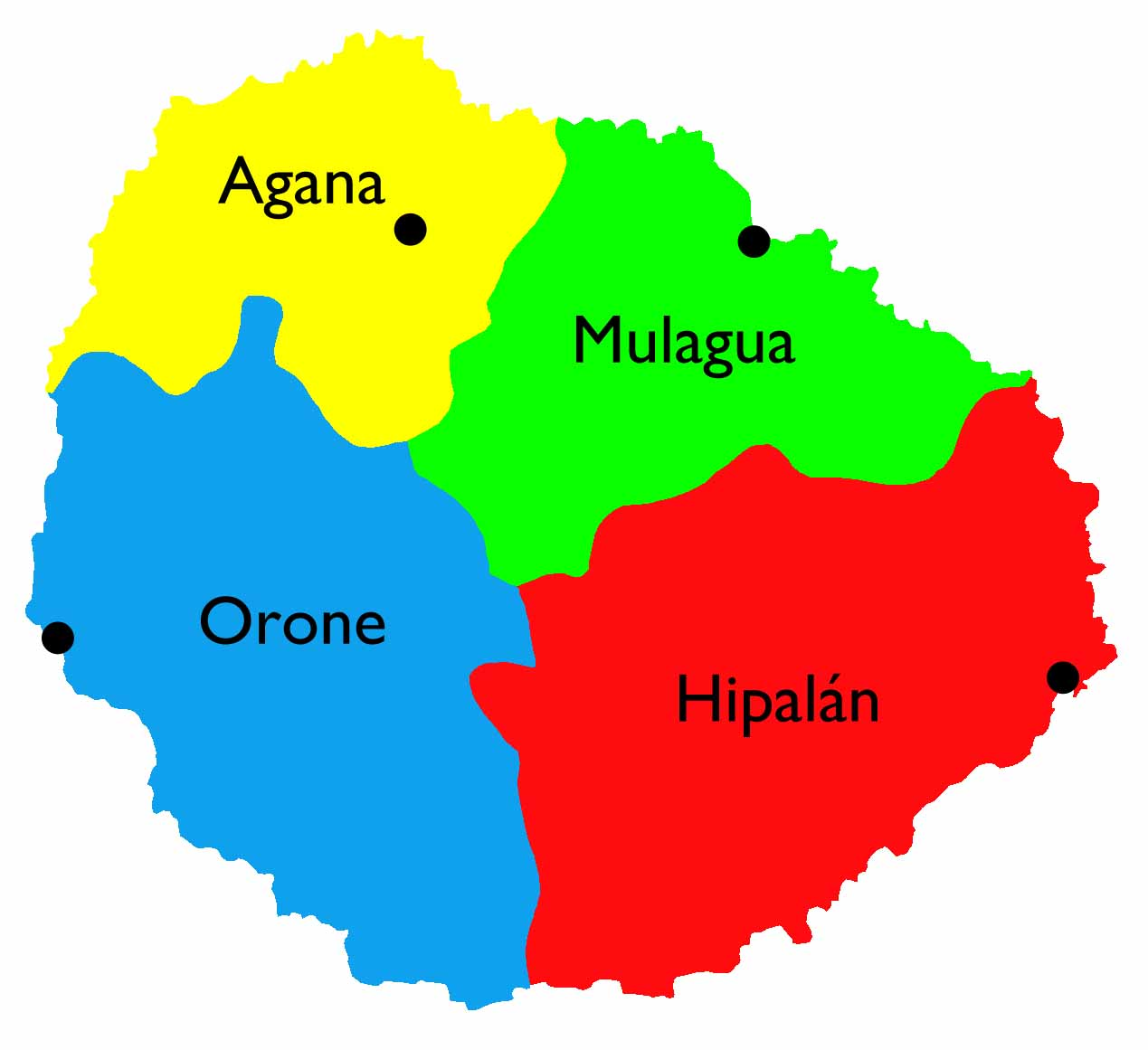
Herrschaftsgebiete der Gomeros

Zu Beginn des 15. Jahrhunderts hatten die Gomeros einen einzigen Herrscher, der in dem Tal residierte, das heute Valle Gran Rey genannt wird. Später wurde die Insel in vier Stammesgebiete geteilt, deren Bevölkerungen jeweils eigene Herrscher hatten. Das Stammesgebiet der Mulagua lag etwa in der Gegend des heutigen Hermigua, das der Hipalán etwa in der Gegend des heutigen San Sebastián de La Gomera, das der Orone etwa in der Gegend des heutigen Valle Gran Rey und das der Agana etwa in der Gegend des heutigen Vallehermoso. Die Herrschaftsgebiete auf der Insel erstreckten sich jeweils vom Meer bis in die Berge über alle Vegetationszonen. Daher bestanden in wirtschaftlicher Hinsicht kaum Unterschiede. Trotz der Teilung der Insel in vier Stammesgebiete trafen sich die Angehörigen der verschiedenen Stämme regelmäßig zu Besprechungen und Versammlungen, bei denen auch Feste gefeiert wurden. Die Vereinbarungen zwischen dem Stamm der Hipalán und den Mulagua beinhalteten unter anderem, dass die Hipalán ihre Ehepartner nur unter den Mulagua suchen durften und umgekehrt. Archäologische Funde deuten nicht darauf hin, dass es vor dem Eintreffen europäischer Sklavenhändler und Eroberer auf der Insel kriegerische Kampfhandlungen gegeben hat. Es wird daher davon ausgegangen, dass eine kleine Gruppe von ausgebildeten Kriegern, die als Adel interpretiert wird, erst im 14. Jahrhundert entstanden ist.

## Religion
Es gibt unsichere Hinweise auf den Glauben der Gomeros an ein höheres Wesen oder einen Gott, der Orahan genannt wurde. Ob dieser durch die Sonne oder den Mond verkörpert wurde, ist unklar. Einzelne Naturerscheinungen wie die Berge oder die Kräfte der Erde bildeten in ihrer Gesamtheit eine Götterwelt, die den Menschen wohlgesinnt war. Das Gegenteil, die negativen Kräfte, wurde bösartigen Wesen zugeschrieben, die durch die Figur eines Dämons symbolisiert wurde, der in Verbindung mit fürchterlichen Naturereignissen gebracht wurde. Eine Personifikation des Bösen, Yrguan oder Hirguran, hielt sich an besonderen Orten in der Natur wie Wäldern, Felsen, Quellen oder Höhlen auf.
Archäologische Funde lassen darauf schließen, dass an einigen Orten auf La Gomera religiöse Feiern und Rituale stattgefunden haben. Es gibt dort kleine schalenförmige Vertiefungen, die in den Fels gehauen wurden, die untereinander mit Kanälen verbunden sind, in die vermutlich Flüssigkeiten wie Milch, Wasser oder Blut gegossen wurden.
Ob es bei den Gomeros Priester oder Schamanen gab, also Personen, die als Vermittler zwischen den übernatürlichen Kräften und den Menschen tätig waren, ist unklar. Es gibt einige Hinweise auf eine Person, die als Aguamuje bekannt war und mit dieser Art von Tätigkeit in Verbindung gebracht werden kann.

## Bestattung
Die Gomeros bestatteten ihre Toten an Stellen etwas abseits der Wohnungen. Allgemein scheinen es Familienfriedhöfe gewesen zu sein, d. h. angepasst an die Größe der Gruppe von Menschen, die in dem Gebiet lebte. Darüber hinaus gibt es an bestimmten Orten Nekropolen, in denen bis zu 160 Bestattungshöhlen gefunden wurden. Die Toten wurden auf Lagern aus pflanzlichen Materialien oder Steinen oder auf Bahren aus Holz abgelegt. Es scheint, als habe man angestrebt, den direkten Kontakt des Körpers mit dem Boden zu vermeiden. Wenn es genug natürliche Höhlen in einer Gegend gab, wurden die Toten dort abgelegt. Wenn diese aber fehlten, wurden kleine Gruben von geringer Tiefe ausgehoben. In diese wurden ein oder zwei Leichname gelegt und mit Steinplatten und mit Erde bedeckt. Bei den Toten fand man wenige Grabbeigaben. In den meisten Fällen waren es Lebensmittel. Das erklärt die Tierknochen an den Bestattungsstellen. Es wurden aber auch Steinwerkzeuge und Schmuck gefunden. Eindeutige Spuren einer Konservierung von Leichnamen sind auf La Gomera nicht nachweisbar.

## Wohnstätten
Aus der geologischen Entwicklung der Insel La Gomera ergibt sich, dass es nur in einigen Gegenden Höhlen gibt. Das führte dazu, dass die Gomeros vor allem in Hütten lebten. Das waren runde Bauten aus unbearbeiteten Steinen, die in Gruppen als Siedlung angeordnet waren. Eine normale Siedlung wurde von einer Großfamilie benutzt und bestand aus einer großen und zwei bis sechs kleineren Hütten. Die großen Hütten hatten einen Durchmesser von etwa 3,5 bis 5 m, die kleinen 1,2 bis 2 m. Der Fußboden war teilweise in die Erde eingelassen, um eine ebene Fläche zu erhalten. Die Mauern bestanden aus ein oder zwei Reihen Steinen. Die Dächer waren vermutlich aus pflanzlichen Materialien. Von diesen Hütten ist heute wenig erhalten, da sie später durch neue Bauwerke ersetzt wurden oder die Flächen, auf denen sie standen, da sie meist einigermaßen eben waren, landwirtschaftlich genutzt wurden. Die als Wohnungen genutzten Höhlen waren nicht künstlich erweitert. Der Eingang wurde meist durch eine Mauer verkleinert. Im Inneren waren manchmal durch Mauern einzelne Räume abgeteilt. In einigen Fällen ist nachgewiesen, dass die „Küche“ vom „Wohn-Schlafzimmer“ getrennt war und in einer kleinen Höhle in der Nähe lag.

## Wirtschaft
Der bedeutendste Bereich der Wirtschaft der Gomeros war die Viehhaltung. Die wichtigsten Tiere waren Ziegen, gefolgt von Schafen und mit großem Abstand Schweinen. Milch, Fleisch, Felle und Knochen der Ziegen waren wichtige Lebensmittel bzw. Grundstoffe für Bekleidung, Handwerkszeuge und den Schmuck der Gomeros. Die Schafe waren nicht auf die Erzeugung von Wolle gezüchtet. Es wurden nur die Felle, nicht aber die davon getrennte Wolle verwendet. Es gab Hunde auf der Insel. Das Sammeln von Früchten, Samen und Wurzeln wild wachsender Pflanzen spielte eine größere Rolle als der systematische landwirtschaftliche Anbau von Gerste. Der Fischfang und das Sammeln von Meeresfrüchten leistete, aufgrund der wenigen geeigneten Strände, einen geringen Beitrag zur Ernährung der Gomeros. Da es außer einigen Vögeln auf der Insel kaum jagdbares Wild gab, war der Beitrag der Jagd zur Lebensmittelversorgung unbedeutend.

## Gegenstände des täglichen Gebrauchs
Keramik
Es haben sich nur wenige vollständige Stücke der Keramik von La Gomera erhalten, daher basieren die Forschungsergebnisse auf Bruchstücken der archäologischen Ausgrabungen, die in einigen Museen und Sammlungen vorhanden sind. Die Fundstücke aus Höhlen und Hütten, Grabbeigaben und Abfallhaufen geben einen hinreichenden Überblick über die verschiedenen von den Gomeros hergestellten Keramikgegenstände. Die Gefäße wurden in Wulsttechnik erzeugt. Die Gefäße der Insel La Gomera sind meist halbkugel- oder kugelförmig und sind, wenn überhaupt, nur am Rand mit Einschnitten oder Eindrücken von stumpfen Werkzeugen verziert.
Stein
Auf den Kanarischen Inseln gibt es keine nutzbaren Erzvorkommen. Daher hatten die Altkanarier keine Gegenstände aus Metall. Es gibt aber verschiedene zur Bearbeitung geeignete Gesteinsarten wie Diorit, Gabbro, Basalt, Trachyt und Phonolith, sodass den Gomeros für die Herstellung von Werkzeugen, Mühlen und Gefäßen eine Auswahl an passenden Materialien zur Verfügung stand. Basaltsplitter, um Fleisch und Felle zu schneiden, aber auch zur Bearbeitung von Holz und Knochen, waren die wichtigsten Werkzeuge. Sie wurden auch bei der Anfertigung von Felszeichnungen verwendet. Es wurden auch kreisförmige Handmühlen aus Stein gefunden, mit denen geröstete Körner, Farne und Wurzeln gemahlen werden konnten.
Holz
Die Gomeros kämpften mit Holzlanzen, deren Spitzen im Feuer gehärtet waren. Aus Holz waren auch verschiedene Gefäße und Kämme mit vier oder fünf Zinken. Von besonderer Bedeutung waren die Bahren, auf denen die Toten in den Bestattungshöhlen abgelegt wurden.
Knochen
Im Verhältnis der Menge der Knochen, die beim Schlachten der Tiere angefallen sind, wurden auf der Insel wenige Gegenstände gefunden, die aus diesen Knochen hergestellt wurden. Dabei handelt es sich zum größten Teil um Ahlen, die benötigt wurden, um Löcher in die Felle und Lederstücke zu bohren, die zu Bekleidungsstücken zusammengefügt werden sollten. Es wurden drei 14 bis 16 cm große Haken aus Ziegenhorn gefunden, bei denen es unklar ist, wozu sie verwendet werden sollten.
Pflanzenfasern
Durch archäologische Funde lässt sich wegen der geringen Haltbarkeit des Materials die Verwendung von Pflanzenfasern kaum nachweisen. Historische Berichte ergeben keine Hinweise darauf, dass die Gomeros Pflanzenfasern genutzt haben.
Felle
Die Felle der Ziegen, Schafe und Schweine wurden nach dem Gerben zur Herstellung von Bekleidung, Schuhen, Taschen usw. verwendet. Das Material der Kleidungsstücke wurde mit Pflanzenfarbstoffen rot und blau eingefärbt. Tierfelle wurden auch als Decken verwendet.

## Schmuck
Die bei Ausgrabungen gefundenen Schmuckstücke, meist Hals- oder Armketten, zeigen eine große Vielfalt sowohl bei ihrer Gestaltung als auch bei der Herstellungstechnik. Bei dem größten Teil handelt es sich um Muscheln, die bereits vom Meer glattgeschliffen waren und nur noch durchbohrt werden mussten. Anhänger aus weißen Mineralien (Kalziumkarbonat und Gips), die leicht zu bearbeiten waren, wurden ebenso gefunden wie auch künstliche Perlen aus verschiedenen farbigen Steinen, Holz und gebranntem Ton.

## Petroglyphen
Auf der Insel wurden an verschiedenen Stellen Petroglyphen gefunden, bei denen angenommen werden kann, dass sie von den Gomeros angefertigt wurden. Eine genaue Bestimmung der Entstehungszeit ist kaum möglich. Viele Felszeichnungen befinden sich dort, wo die Hirten sich aufhielten, während sie ihre Herden hüteten. Verschiedene Petroglyphen stehen in Zusammenhang mit Fundstellen, die eine eindeutig magisch-religiöse Bedeutung hatten. Auf La Gomera waren 2014 zwei Fundstellen von Felsinschriften bekannt.

## Niedergang der Kultur
Im Rahmen der Unterwerfung der Kanarischen Inseln durch Jean de Béthencourt und Gadifer de La Salle besuchten die Franzosen Gomera zweimal, jeweils unter dem Befehl von Gadifer de La Salle. Beim ersten Mal wollten sie ihre Wasservorräte auf der Insel auffüllen. Sie wurden, kaum dass sie die Insel betreten hatten, durch die Ureinwohner angegriffen und mussten sich zurückziehen. Im Bericht des Le Canarien über den zweiten Besuch auf der Insel wird diese als kleeblattförmig beschrieben, mit außerordentlich großen und tiefen Barrancos. Man geht heute davon aus, dass die Franzosen nie nach La Gomera kamen, um es zu besetzen oder zu erobern.
1441, nach der Eigentumsübertragung an Hernán Peraza (El Viejo), besetzte dieser mit 200 Armbrustschützen, 300 Ureinwohnern von Lanzarote und Fuerteventura und einigen Priestern, die ihn begleiteten, die Insel La Gomera. Damit sollte klargestellt werden, dass unter der Oberherrschaft der Krone von Kastilien die Familie Peraza ihre Herrschaftsrechte wahrnahm und der Pflicht, die Gomeros zu guten Christen zu erziehen, nachkam.
Im Verlauf des 15. Jahrhunderts stritten sich Portugiesen und Kastilier um die Insel. Der portugiesische Prinz Heinrich der Seefahrer schloss Verträge mit den Herrschern der Mulagua, der Hipalán und der Agana ab. Sie beinhalteten, dass die Gomeros die Oberherrschaft der Herrscher Portugals anerkannten und die Verbreitung der christlichen Lehre durch portugiesische Missionare akzeptierten. Die Kastilier hatten ähnliche Verträge mit dem Stamm der Orone.
Der Enkel des Hernán Peraza (El Viejo), Hernán Peraza (El Joven), der im Jahr 1476 offiziell die Herrschaft über La Gomera erhielt, ließ 1477 etwa 100 Einwohner der Insel, die er als Aufständische bezeichnete, als Sklaven verkaufen. Das führte zu einer Anzeige bei dem königlichen Gericht durch den Bischof von Rubicón. Es wurde festgestellt, dass Hernán Peraza kein Recht habe, Untertanen der Königin von Kastilien, ob Christen oder nicht, als Sklaven zu verkaufen, und dass die Sklaven als freie Menschen auf die Kanarischen Inseln zurückgebracht werden müssten. Ein Teil der nach Andalusien verkauften Sklaven blieb bei der Rückkehr auf der Insel Gran Canaria.
Am 20. November 1488 ermordeten Gomeros Hernán Peraza. Die Königin und der König von Kastilien ordneten am 4. März 1489 an, dass Pedro de Vera, der damalige Gouverneur der Insel Gran Canaria, helfen solle, die Bürger der Insel Gomera, die sich erhoben und den rechtmäßigen Herrschern der Insel ermordet hatten, zu strafen. Bei der Ankunft Pedro de Veras wurden alle Einwohner der Insel aufgefordert, sich zu einer Trauerfeier für den ermordeten Herren der Insel Hernán Peraza de Ayala in San Sebastian zu versammeln. Eine große Anzahl von Gomeros aller Stämme kamen dieser Aufforderung nach. Die Gomeros, die damit rechnen mussten, für den Mord verantwortlich gemacht zu werden, waren nicht zu der Trauerfeier gekommen. Sie hatten sich in die Höhen von Garagonahe oder Garagonay zurückgezogen, Orte, die als uneinnehmbar galten. Nach der Trauerfeier trennten die von Pedro de Vera mitgebrachten Soldaten die über 15 Jahre alten männlichen Mitglieder der Stämme der Orone und Agana von den anderen Anwesenden. Pedro der Vera gab bekannt, dass alle Mitglieder dieser beiden Stämme als Verräter zum Tod verurteilt worden seien. Daraufhin wurde das Urteil vollstreckt. Es wurden etwa 500 Männer zum Teil auf bestialische Art hingerichtet. Die Frauen und Jugendlichen, etwa 400 Personen, wurden als Sklaven auf die anderen Inseln oder die iberische Halbinsel verkauft. Diese Maßnahmen, vor allem die Versklavung der Frauen und Kinder, wurden später von der Königin und dem König von Kastilien als absolut unangemessen verurteilt und die Rückführung der Sklaven verlangt. Beatriz de Bobadilla, die Witwe des ermordeten Hernán Peraza, übernahm die Herrschaft für ihren minderjährigen Sohn Guillén Peraza de Ayala y Bobadilla.